# Michelangelo Giacomelli
Michelangelo Giacomelli (Pistoia, 11 settembre 1695 – Roma, 17 aprile 1774) è stato un arcivescovo cattolico e letterato italiano.

## Biografia

### L'inizio della carriera ecclesiastica e l'ingresso nella società culturale romana
Figlio di Sebastiano e di Camilla Jacopetti, Michelangelo Giacomelli nacque a Pistoia l'11 settembre 1695. Appassionato sin dalla gioventù ai classici greci e latini grazie all'influenza dello zio paterno Giovanni, sacerdote, fu forse con quest'ultimo che maturò la sua vocazione alla carriera ecclesiastica. Trasferitosi a Pisa nel 1714, qui iniziò a frequentare l'università locale, approfondendo lo studio di teologia e storia della chiesa, dedicando del tempo anche alla matematica grazie all'influenza del suo maestro, Giovanni Grandi, col quale manterrà sempre una fitta corrispondenza epistolare incentrata su argomenti di tema scientifico.
Dedicatosi anche alla sua passione per il teatro, nel 1716 compose un'opera in versi che poi venne recitata a Pistoia nell'ambito delle cerimonie d'incoronazione dell'immagine della locale Vergine dell'Umiltà.
Il 26 maggio 1718 si laureò in teologia ed il 24 settembre di quello stesso anno prese solennemente i voti sacerdotali. Venne chiamato quindi a Pistoia dal vescovo Colombino Bassi che subito gli affidò la compilazione degli atti del sinodo diocesano tenutosi in quell'anno. Favorito dall'influenza di monsignor Niccolò Forteguerri, suo compaesano e appassionato di teatro, si recò a Roma ove prese servizio presso il cardinale Carlo Agostino Fabroni, segretario della Sacra Congregazione di Propaganda Fide, il quale gli affidò l'incarico di suo bibliotecario personale. A Roma il Giacomelli si perfezionò nello studio delle lingue aggiungendo alle sue conoscenze anche l'ebraico. A fianco del Fabroni, si interessò alla disputa tenuta in quegli anni dal cardinale contro i giansenisti e curò la stesura degli "Avvisi al cristianesimo contro i trasgressori degli ordini pontifici" oltre ad alcune edizioni degli scritti del Fabroni nei quali si criticava l'elevazione cardinalizia di Niccolò Coscia, protetto di Benedetto XIII, contro il quale si era sollevata buona parte del Collegio cardinalizio.

### Gli anni della produzione letteraria
Dopo la morte del cardinal Fabroni nel 1727, il Giacomelli passò al servizio sempre come bibliotecario dei cardinali Carlo Collicola e Luigi Valenti Gonzaga, partecipando nel contempo attivamente alla vita dei pensatori nella capitale e divenendo membro dell'accademia dell'Arcadia (col nome di Dorilo Caradreo), di quella degli Infecondi, dei Quirini e del Disegno.
Il pontefice, nel 1732, gli affidò la composizione di un'opera sulle controversie sorte tra la Santa Sede, l'imperatore Carlo VI e casa Savoia che venne pubblicato in quell'anno col nome di "Informazione istorica delle differenze fra la Sede apostolica e la Real Corte di Savoja".
Dal 1730 al 1737 trovò impiego come istitutore presso la nobile famiglia romana dei Sacchetti sino al 1737 quando venne nominato da papa Clemente XII prelato domestico di Sua Santità nel 1739. Nel contempo riprese gli studi sul teatro e compose alcuni prologhi commentati di alcune commedie di Terenzio e Plauto.
Il pontificato di Benedetto XIV segnò un nuovo momento di coinvolgimento nel mondo letterario da parte del Giacomelli che divenne membro dell'Accademia dei Concili (che si riuniva presso il palazzo di Propaganda Fide), e di quella delle Antichità romane in Campidoglio, dove fu particolarmente attivo. Il papa gli commissionò una riforma del Breviario romano che però non venne portata a termine. La sua influenza sempre crescente lo portò a intraprendere una certa corrispondenza con Bernardo Tanucci, suo compagno di studi a Pisa, che ora si trovava a ricoprire l'incarico di primo ministro del Regno di Napoli sotto Carlo III.
A partire dalla metà del secolo, il Giacomelli tornò nuovamente ad interessarsi dei classici greci, pubblicando alcune traduzioni in italiano dell'Elettra di Sofocle (1745) oltre ai "Racconti amorosi di Cherea e Calliroe" di Caritone Afrodiseo (1752-1756), al "Prometeo legato" di Eschilo (1754). Si dedicò da sacerdote anche alla traduzione di testi religiosi come i sei libri de "Del sacerdozio" di Giovanni Crisostomo (1757). In quegli stessi anni, assieme all'abate Cenni, promosse la pubblicazione del "Giornale dei letterati" al quale contribuì poi con diversi articoli scientifici e filosofici dal 1745 al 1747.
Nel 1757 incontrò Johann Joachim Winckelmann, col quale strinse una lunga e duratura amicizia anche in virtù del fatto che il Giacomelli fu insegnante di italiano e greco antico dello stesso antiquario tedesco.

### Il trionfo, la difesa dei Gesuiti e allontanamento dalle funzioni di curia
Grazie alla benevolenza di papa Clemente XIII, Michelangelo Giacomelli entrò definitivamente nella curia romana, divenendo cameriere segreto di Sua Santità e segretario delle lettere latine (1759), nonché segretario dei Brevi ai principi (1762), canonico della basilica vaticana ed infine arcivescovo titolare di Calcedonia (1766). Per i suoi grandi meriti culturali, venne nominato dallo stesso pontefice assistente al soglio pontificio, protonotario apostolico, conte palatino e lateranense, nobile romano e venne incluso nel novero dei cavalieri dell'Ordine dello Speron d'oro. Lo stesso pontefice gli consentì di unire allo stemma della propria famiglia quello del papa regnante.
In quegli anni il Giacomelli si prodigò anche largamente per la difesa dell'ordine dei Gesuiti, venendo incaricato dalla Santa Sede di redigere la bolla "Apostolicum pascendi munus", emanata il 7 gennaio 1765, nella quale venivano confermati tutti i decreti introdotti in favore dell'ordine dai predecessori di Clemente XIII. Questo suo aperto schieramento a favore dei Gesuiti lo rese ovviamente inviso al pontificato di Clemente XIV che lo allontanò quindi dalle cariche pubbliche che egli vide affidate ai suoi oppositori. Furono questi quindi gli anni in cui poté dedicarsi largamente allo studio della filosofia e della musica, traducendo quattro libri di Senofonte e i "Detti memorabili" di Sofocle. Iniziò un progetto di pubblicazione critica delle opere di Platone che però rimase in bozza.
Morì il 17 aprile 1774 a Roma, dopo una breve malattia, ed ivi venne anche sepolto.

## Genealogia episcopale
La genealogia episcopale è:
- Cardinale Scipione Rebiba
- Cardinale Giulio Antonio Santori
- Cardinale Girolamo Bernerio, O.P.
- Arcivescovo Galeazzo Sanvitale
- Cardinale Ludovico Ludovisi
- Cardinale Luigi Caetani
- Cardinale Ulderico Carpegna
- Cardinale Paluzzo Paluzzi Altieri degli Albertoni
- Papa Benedetto XIII
- Papa Benedetto XIV
- Papa Clemente XIII
- Arcivescovo Michelangelo Giacomelli